# Лонг, Ричард

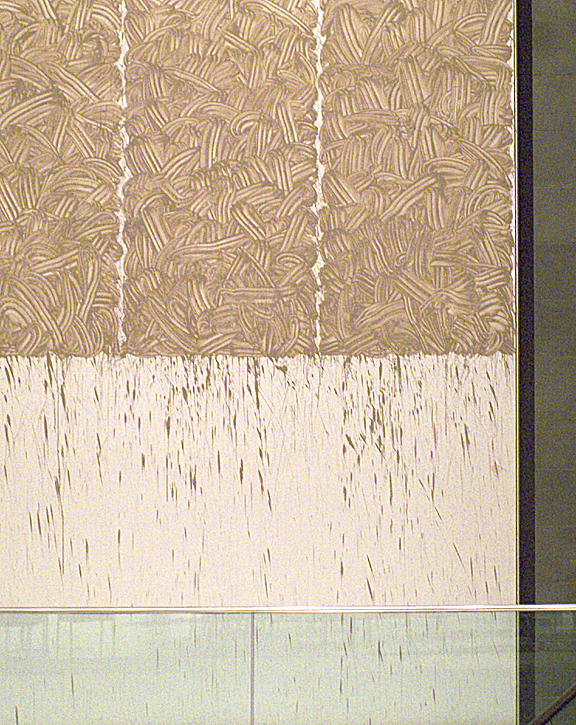
Деталь композиции Длинные линии рек (Long riverlines)

Ричард Лонг (Long Richard; 2 июня 1945, Бристоль, Англия) — британский художник, авангардист, занимается концептуальным искусством, лэнд-артом.

## Биография
- 1945 Родился в Бристоле, Англия.
- 1962-5 Учился в West of England College of Art, Бристоль.
- 1966-8 Учился в Школе искусств Сен-Мартина, Лондон.
- Живет и работает в Бристоле.

## Творчество
Как правило, Ричард Лонг совершает прогулки в уединенных местах, собирает камешки и прутики и сооружает из них композиции. Чаще всего круги или другие простые геометрические фигуры, как, например, «Круг из палочек» (1973) или «Сланцевый круг» (1979, Галерея Тейт).
Иногда художник создает подобные композиции в естественном окружении и документирует при помощи фотографий, текстов и карт.
Самая лаконичная из его ранних работ заключалась даже не в собирании веток, а просто в хождении взад-вперед по лужайке, пока на траве не протопталась тропинка, которую можно было сфотографировать. Эта работа 1967 года «Протоптанная линия» утвердила Лонга в соблазнительной идее отказаться от традиционного рисунка на бумаге и приняться искать линии где угодно, даже в траве.
Художник пользуется международным признанием (в 1976 году он представлял Британию на Венецианской биеннале), хотя критик Питер Фуллер охарактеризовал его работу как «простое раскладывание где-то собранных камешков».

## Признание и награды
В 1989 художник был удостоен Премии Тернера, в 2009 — Императорской премии (Япония).